# Safrà de muntanya
El safrà de muntanya (Crocus vernus) és una planta del gènere Crocus de la família de les iridàcies present als Països Catalans. De manera natural és una espècie pròpia de les muntanyes del centre i el sud d'Europa incloent els Pirineus, els Alps, els Apenins o el Balcans entre d'altres. A part de trobar-se de manera natural en totes aquestes regions, també n'existeixen varietats de jardi. Els seus cultivars i els de l'espècie Crocus flavus es fan servir com a planta ornamental. Aquesta segona espècie és més alta que les altres espècies cultivades, i tendeix a florir dues setmanes més tard.

## Descripció
Es una planta bulbosa d'entre 10 i 15 centímetres d'alçada, típica d'ambients poc o molt innivats que, a diferència d'altres congèneres, floreix tant bon punt acaba de marxar la neu. Així que la podem trobar des de finals de febrer (a les parts més baixes) fins al mes de juliol, quan surt a les parts més altes de la seva àrea de distribució, per sobre dels 2400m d'altitud.
Prefereix viure sobre sòls àcids. Les fulles són linears i poc desenvolupades en el temps de la florida. Les flors, que semblen sortir directament del terra poden ser violetes o blanques (de vegades amb estries violàcies).
Com totes les Iridàcies, té tres estams. Aquest caràcter permet diferenciar-la fàcilment d'altres espècies semblants del gènere Colchicum, que en tenen sis. El pistil acaba ramificant-se en tres estigmes plomosos, que a diferència dels del safrà (C.sativa) no tenen cap interès culinari.

## Cultivars
Exemples: 'Flower Record' (blau), 'Jeanne d'Arc' (blanc brillant amb una base interior de color porpra fosc), 'Pickwick' (violeta malva a ratlles), 'Purpurea Grandiflora' (porpra fons), 'Queen of Blues' (Ageratum de color blau amb marges pàl·lids i una base fosca), 'Remembrance' (blau fosc i porpra), 'Vanguard' (blau argentat/violeta, porpra clar), 'Silver Coral' (blanc amb la base porpra), 'Grand Maitre' (blau).

## Galleria

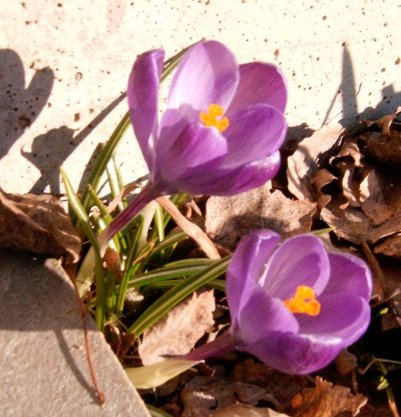
Un cultivar de safrà de muntanya
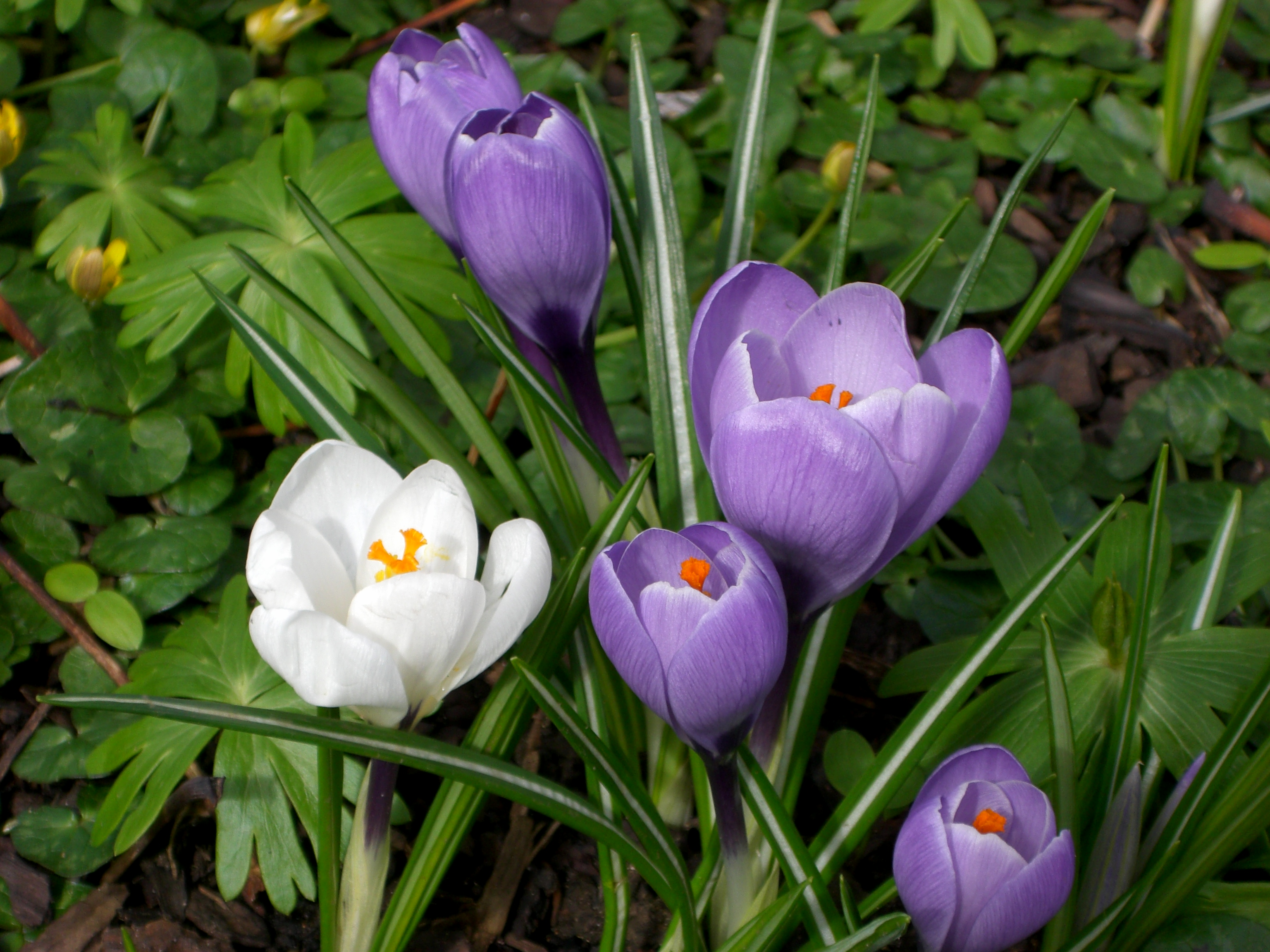
Un exemplar blanc i porpra de safrà de muntanya
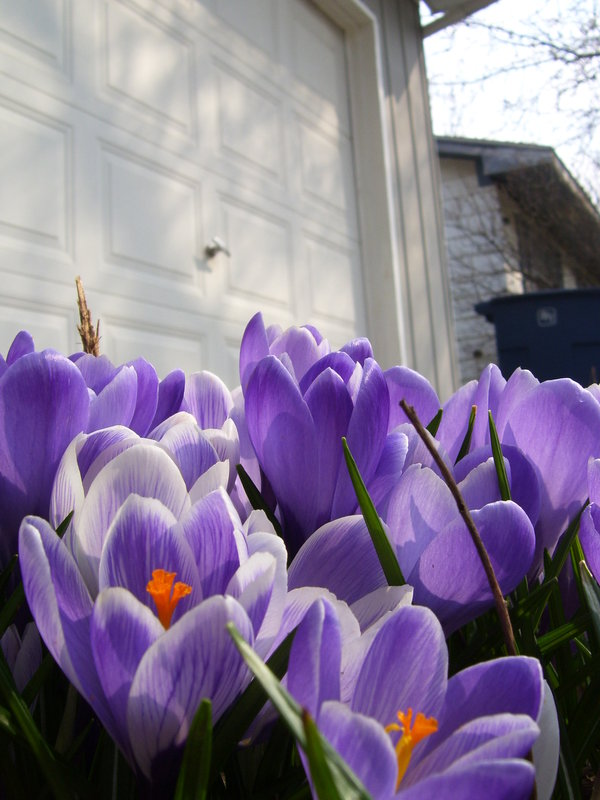
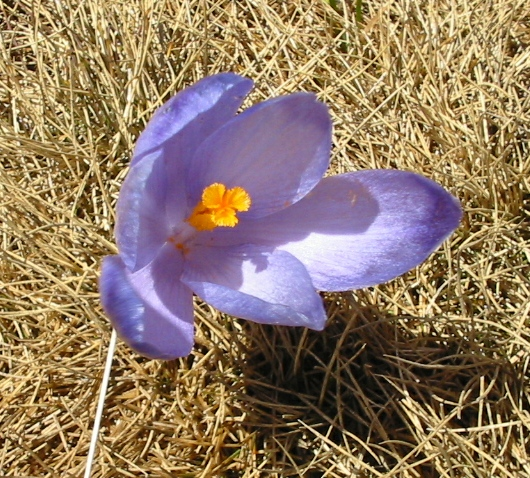